# ハプスブルクの宝剣 (宝塚歌劇)
ミュージカル『ハプスブルクの宝剣』（ハプスブルクのほうけん）は、2010年に宝塚歌劇団星組で上演された舞台作品。副題は「魂に宿る光」。15場。
原作は藤本ひとみ、脚本・演出は植田景子。
併演作品は『BOLERO -ある愛-』。

## 概要
この作品は藤本ひとみの同名歴史小説を元に制作され、物語や登場人物の設定は原作を尊重しつつ、一部改変されている。主題歌は『エリザベート』の作曲者シルヴェスター・リーヴァイが担当した。

## 公演期間と公演場所
- 2010年1月1日 - 2月1日[1]（新人公演：1月19日[2]）　宝塚大劇場
- 2010年2月12日 - 3月21日[1]（新人公演：2月25日[2]）　東京宝塚劇場

## スタッフ
宝塚大劇場公演のデータ
- 脚本・演出：植田景子
- 作曲・編曲：甲斐正人
- 主題歌作曲：シルヴェスター・リーヴァイ
- 音楽指揮：御﨑惠
- 振付：麻咲梨乃、御織ゆみ乃
- ファイティング・コーディネーター：渥美博
- 装置：新宮有紀
- 衣装：有村淳
- 照明：氷谷信雄
- 音響：渋谷博
- 小道具：石橋清利
- 歌唱指導：楊淑美
- 演出助手：野口幸作
- 舞台進行：宮脇学

- 舞台美術製作：株式会社 宝塚舞台（併演作品と共通）
- 演奏：宝塚歌劇オーケストラ（併演作品と共通）
- 制作：渡辺裕（併演作品と共通）
- 制作・著作：宝塚歌劇団（併演作品と共通）
- 主催：阪急電鉄 株式会社（併演作品と共通）

参考資料：宝塚大劇場公演のプログラム

## 出演者一覧
- 京三紗（専科所属）[3]
- 一樹千尋（専科所属）[3]

- 英真なおき[3]
- 万里柚美[3]
- にしき愛[3]
- 美稀千種[3]
- 百花沙里[3]
- 涼紫央[3]
- 毬乃ゆい[3]
- 琴まりえ[3]
- 美城れん[3]
- 柚希礼音[3]

- 天霧真世[3]
- 梅園紗千[3]
- 彩海早矢[3]
- 花愛瑞穂[3]
- 天緒圭花[3]
- 凰稀かなめ[3]
- 音花ゆり[3]
- 鶴美舞夕[3]
- 夢乃聖夏[3]
- 水輝涼[3]

- 妃咲せあら[3]
- 華苑みゆう[3]
- 紅ゆずる[3]
- 夢咲ねね[3]
- 碧海りま[3]
- 壱城あずさ[3]
- 美弥るりか[3]
- 如月蓮[3]
- 白妙なつ[3]
- 南風里名[3]

- 海隼人[3]
- 朝都まお[3]
- ※直樹じゅん[3]
- 汐月しゅう[3]
- 天寿光希[3]
- 稀鳥まりや[3]
- 優香りこ[3]
- 大輝真琴[3]
- 音波みのり[3]
- 千寿はる[3]

- 真月咲[3]
- 愛水せれ奈[3]
- 真吹みのり[3]
- 妃白ゆあ[3]
- 真風涼帆[3]
- 瀬稀ゆりと[3]
- 輝咲玲央[3]
- 紫月音寧[3]
- 若夏あやめ[3]
- 本城くれは[3]

- 白百合ひめ[3]
- 夢妃杏瑠[3]
- 夏樹れい[3]
- 芹香斗亜[3]
- 十碧れいや[3]
- 空乃みゆ[3]
- 夢城えれん[3]
- 珠華ゆふ[3]
- 凰姿有羽[3]
- 彩歌しおん[3]

- 華雅りりか[3]
- 毬愛まゆ[3]
- 早乙女わかば[3]
- 飛河蘭[3]
- 漣レイラ[3]
- 麻央侑希[3]
- 翔馬樹音[3]
- ひなたの花梨[3]
- 礼真琴[3]
- ひろ香祐[3]

- 妃海風[3]
- 紫りら[3]
- 凰津りさ[3]
- 逢月あかり[3]
- 真衣ひなの[3]
- 瀬央ゆりあ[3]
- 蓮珠こうき[3]

※直樹じゅんは、怪我により全日程、部分休演をした。

## 登場人物及びキャスト
※「（）」は新人公演
- エリヤーフー・ロートシルト/エドゥアルト・フォン・オーソヴィル：柚希礼音（美弥るりか）[4]
- マリア・テレジア/アーデルハイト：夢咲ねね（早乙女わかば）[4]
- フランツ・シュテファン：凰稀かなめ（真風涼帆）[4]

- フクス伯爵夫人：京三紗（南風里名）[4]
- サヴォイア公子オイゲン：一樹千尋（大輝真琴）[4]
- モシェ・ロートシルト：英真なおき（直樹じゅん）[4]
- サラ：万里柚美（白妙なつ）[4]
- 皇帝カール6世：にしき愛（輝咲玲央）[4]
- ズィンツェンドルフ伯爵：美稀千種（碧海りま）[4]
- リディア：百花沙里（夢妃杏瑠）[4]
- ジャカン：涼紫央（壱城あずさ）[4]
- ドロテーア：琴まりえ（音波みのり）[4]
- ハラッハ：美城れん（千寿はる）[4]
- シュタレムベルク：天霧真世（瀬稀ゆりと）[4]
- フンク夫人：梅園紗千（優香りこ）[4]
- ラディック・ジリンスキ：彩海早矢（如月蓮）[4]
- ヨハン・ゲオルク・フンク：天緒圭花（真吹みのり）[4]
- ラビ・ダウィド/バルテンシュタイン：鶴美舞夕	[4]
- ラビ・ダウィド：（天寿光希）[4]
- バルテンシュタイン：（真月咲）[4]
- グレゴール・バチャーニ：夢乃聖夏（麻央侑希）[4]
- ヘッセン・カッセル方伯/ケーニヒスエック将軍：水輝涼	[4]
- ヘッセン・カッセル方伯：（瀬稀ゆりと）[4]
- ケーニヒスエック将軍：（汐月しゅう）[4]
- アンドラーシュ・オルツィ：紅ゆずる（十碧れいや）
- ヤコブ：碧海りま（海隼人）[4]
- モーリッツ：壱城あずさ（汐月しゅう）[4]
- アムシェル・モシェ：美弥るりか（夏樹れい）[4]
- ズィーゲル：如月蓮（漣レイラ）[4]
- キンスキー侯爵：汐月しゅう（海隼人）[4]
- アブラハム：天寿光希（真月咲）[4]
- オルガ：稀鳥まりや（妃白ゆあ）[4]
- ユーゼフ/特使：大輝真琴[4]
- ユーゼフ：（本城くれは）[4]
- 特使：（ひろ香祐）[4]
- マリア・アンナ：音波みのり（華雅りりか）[4]
- カール・アレクサンダー・フォン・ロートリンゲン：真風涼帆（芹香斗亜）[4]
- 待従長ヨハン：夏樹れい（礼真琴）[4]
- ゲオルク・カイト：十碧れいや（漣レイラ）[4]
- 急使：漣レイラ[4]
- サムソン：麻央侑希[4]
- 急使/サムソン：（礼真琴）[4]

## 参考資料
- 『ハプスブルクの宝剣/BORELO ある愛』　2010年宝塚大劇場星組公演プログラム
- 監修・著作権者：小林公一『宝塚歌劇100年史 虹の橋 渡りつづけて（舞台編）』阪急コミュニケーションズ、2014年4月1日。ISBN 978-4-484-14600-3。